# باکسپورت (کارولینای جنوبی)
بوکسپورت(به انگلیسی: Bucksport) شهری در ایالت کارولینای جنوبی کشور ایالات متحده آمریکا است که جمعیت آن در سرشماری سال ۲۰۱۰ میلادی، ۸۷۶ نفر بوده‌است.